# Боузер-младший
Боузер-младший (яп. クッパJr., англ. Bowser Jr.) — персонаж видеоигры и отрицательный герой серии Mario. Он — родной сын короля Боузера. Хорошо владеет большой волшебной кистью и другими различными механическими изобретениями.
Боузера-младшего создал для компании Nintendo японский дизайнер Сигэру Миямото. Он срисовал персонажа с малыша Боузера, появляющегося в серии игр Yoshi.

## Описание персонажа
Боузер-младший ― желтокожий купа, похожий на своего отца, с таким же желто-коричневым цветом кожи (неизвестно, кто является его матерью). У него светло-зеленая голова, конский хвост, оранжево-рыжий волосяной хвостик на макушке, закрепленных черным галстуком, и обычно он носит бандану. В своем дебюте в Super Mario Sunshine он появляется как Тень Марио, он выглядит в точности как Марио по форме, но полупрозрачного синеватого цвета, а в конце игры раскрывает свой истинный облик.
Боузер-младший ― очень опытный, мощный и грозный противник Марио. Он обладает замечательным талантом в области механики и компьютеров, может умело изобретать и пилотировать различные транспортные средства и гигантских роботов. Он использует магию, как показано в Mario Super Sluggers, где он превратил Дэйзи в каменную статую, и в New Super Mario Bros., где он применяет некромантию, чтобы воскресить своего отца в конце игры. Он такой же акробатический, как и Марио, и может выполнять те же техники прыжков. На Боузера-младшего иногда влияет вспыльчивость и плохое отношение отца к любым геройским поступкам. В Mario Party: Island Tour выясняется, что он предпочел бы быть героем, но не хочет разочаровывать своего отца.
Боузера-младшего озвучивала Долорес Роджерс с 2002 по 2007 год. Затем Кэти Сагоян взяла на себя роль озвучки для него, начиная с Mario Strikers Charged.